# Юничев, Харис Харисович
Харис Хафисович Юничев (7 августа 1931, Сочи, Северо-Кавказский край — 12 февраля 2006, Москва) — советский пловец, призёр Олимпийских игр. Мастер спорта СССР по плаванию. Мастер спорта СССР по водному поло (1957).

## Биография
Плаванием занялся в 1947 году.
В 1951 году завоевал золотую медаль чемпионата СССР на дистанции 200 метров брассом, серебряную — на дистанции 400 метров брассом, и бронзовую — на дистанции 100 метров брассом.
В 1952 году стал чемпионом СССР по водному поло в составе команды ВВС МВО. Позднее как ватерполист представлял общество «Буревестник» (Москва).
В 1953 году стал чемпионом СССР в эстафете комплексным плаванием.
В 1956 году завоевал серебряную медаль чемпионата СССР на дистанции 200 метров брассом, и бронзовую медаль Олимпийских игр в Мельбурне на дистанции 200 метров брассом.

## Награды
- Орден «Знак Почёта» (27.04.1957) — «за успехи, достигнутые в деле развития массового физкультурного движения в стране, повышения мастерства советских спортсменов, и успешное выступление на международных соревнованиях»